# 郑文澄
郑文澄，浙江仁和（今浙江杭州）人，是一名清朝政治人物。
郑文澄曾于1792年接替姚学甲任嘉定县知县一职，1792年由姚学甲接任。